# Arabella Stuart

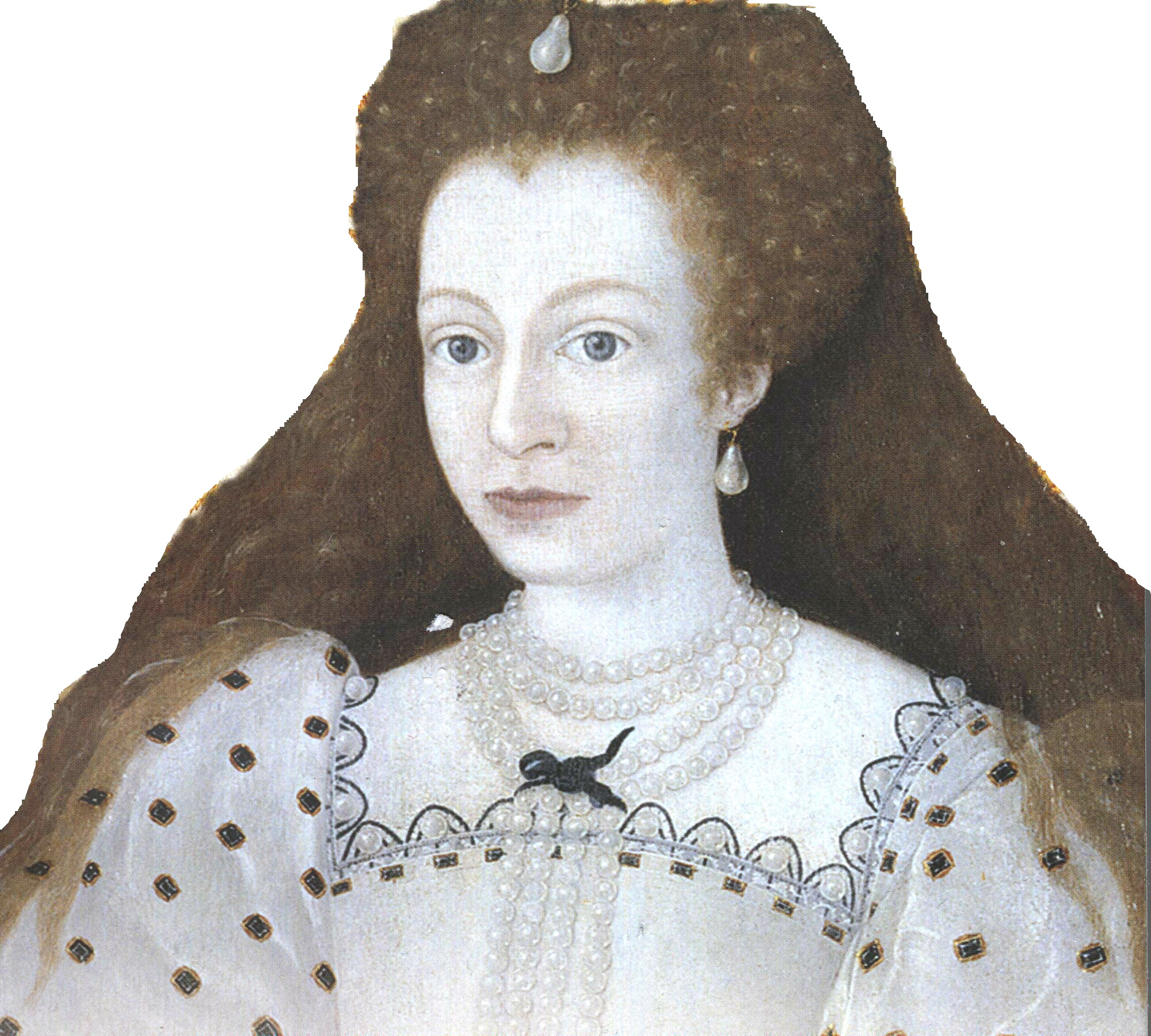
Arabella Stuart 1589, då hon övervägdes som tronarvinge till Elisabet.

Arabella Stuart (eller "Arbella") född 1575, död 25 september 1615, var en engelsk adelsdam, en släkting och möjlig tronarvinge till drottning Elisabet I av England. Hennes anspråk på den engelska tronen gjorde henne till föremål för många intriger under hennes levnad i frågan om tronföljden efter Elisabet I.

## Biografi
Arabella var enda barn till Charles Stuart, earl av Lennox och Elizabeth Cavendish, barnbarn till Matthew Stewart, 4:e earl av Lennox och Margaret Douglas, och därmed barnbarnsbarn till Margareta Tudor av England och Archibald Douglas, 6:e earl av Angus. 
Hon blev föräldralös 1582, fick William Cecil, 1:e baron Burghley till förmyndare och hölls isolerad av sin mormor Bess av Hardwick. Hon togs dock ibland till hovet för besök, och tillbringade tiden 1589-92 vid hovet. På grund av hennes anspråk på tronen förekom det många planer på giftermål, men de blev också förhindrade av samma skäl som hotfulla för monarken. I det katolska Europa fanns planer på att gifta bort henne med en katolik; påven ska ha haft planer att gifta henne med sin bror, men ingen av dessa planer lyckades. Hon betraktades som en passande tronarvinge fram till 1592-93, då Elisabets rådgivare Cecil i stället började rekommendera Jakob VI av Skottland. 1603 efterträddes Elisabet av Jakob på tronen, och Arabella blev då nummer fyra i tronföljden.  
1603 blev hon föremål för en intrig med mål att avsätta Jakob och placera henne på tronen, men hon tackade nej och avslöjade den för Jakob. 1604 ska hon ha försökt rymma med en man, vilket förargade Jakob. 1610 gifte hon sig mot kungens vilja med William Seymour, 2:e hertig av Somerset, som var nummer sex i tronföljden, och paret placerades i då i skild husarrest. Arabella rymde utklädd till man och planerade att rymma utomlands med maken. Han lyckades fly, men hennes skepp omhändertogs av engelsmännen och Arabella fängslades i Towern. Hon begick där självmord 1615 genom att vägra äta.